# Чернышевский район
Черныше́вский район — административно-территориальная единица (район) и муниципальное образование (муниципальный район) в Забайкальском крае Российской Федерации.
Административный центр — посёлок городского типа Чернышевск.

## География
Район расположен в центральной части Забайкальского края.
Четвёртая часть его территории — степь, остальная территория покрыта глухими лесами. Основные породы деревьев — даурская лиственница и берёза. Крупные реки — Куэнга и Курлыч, впадающие в Шилку. Куэнга — это основной нерест бассейна Шилки. Весной в её верховьях мигрируют для нереста лососёвые. В последние десятилетия некогда полноводная и чистая река стала утрачивать своё значение ввиду бездумного и хищнического отношения к ней строительных организаций района. Добыча гравия на её берегах не только нарушает биологическое равновесие, но и загрязняет воды реки. Это характерно и для многих других таёжных рек Забайкальского края.
Фауна
Животный мир в районе разнообразен. Здесь живут как лесные, так и степные животные.
Например, водятся такие животные как белки и зайцы; также можно встретить и более крупных диких животных, таких как косуля. Водятся и хищники (лисица, волки).
Среди птиц обитают дикие утки, цапли, рябчики, голуби, воробьи и вороны и др.
Флора
Природная зона района сочетает в себе леса и степи, которые занимают большую его часть. Растительность отличается большим разнообразием, и представлена следующими видами: лиственные и хвойные деревья, осина, берёза, кустарники.

### Климат
Климат района резко континентальный. Зимы длительные и холодные, морозы могут достигать 50 градусов ниже нуля, в то же время летом температура может превышать 40 градусов. Короткое лето отличается тёплой погодой. Зима длится более чем 6 месяцев, с начала октября по середину апреля.

## История
12 — 15 тысяч лет назад на территории района существовали кочевые и полукочевые племена охотников, жившие в чумах и шалашах и пользовавшиеся каменными, костяными и деревянными орудиями. Летом 1976 года около Курлыча было обнаружено погребение эпохи неолита, в 1983 году на реке Куэнга обнаружены несколько курганов бурхотуйской культуры (VIII век до н. э.).
Заселение территории района русскими началось с середины XVII века и было связано, в основном, с горнорудной промышленностью. В это время появились сёла Утан, Алеур, Гаур, Икшица, Шивия.
Коренными жителями района являются эвенки. До прихода русских они вели кочевой образ жизни, но с конца XVIII века часть из них оседла. В XVIII веке в сёлах Мильгидун, Кумаканда и Новоильинск, население, в основном, полностью составляли эвенки.
Прокладка Транссибирской магистрали в районе началась в 1908 году. В это время появились станции Зилово, Бушулей и Пашенная. С открытием месторождения каменного угля появился посёлок Букачача. В сентябре 1918 года перед рабочими паровозного депо выступал Сергей Лазо.
В декабре 1921 года в селе Поповском прошёл сход жителей Утана, Алеура, Пашенной, после которого была ликвидирована Курлыченская казачья станица. Казак Фёдор Конев предложил назвать новую волость в честь Николая Гавриловича Чернышевского, который якобы жил в посёлке Кадая (он жил в Кадае, но в Калганском районе).
Чернышевский район был образован 4 января 1926 года. В 1935 году закончилось строительство второй колеи Транссиба, в Зилово и Чернышевске появились новые корпуса паровозных депо, к Транссибу была проложена железнодорожная ветка до Букачачи. Строились больницы и школы, создавались колхозы, появились машинно-строительные станции.
Летом 1930 года в сёлах Чернышевского района вспыхнуло восстание против Советской власти из-за коллективизации.
Жирекенский горнообогатительный комбинат, начав работу с 1988 года, разрабатывал месторождение молибдена и задал большой скачок в развитии села. В районе исчезли некоторые села, среди которых Куруля, Лугдун, Такша, Анамжак, Васильевка. В 2000-е года по территории района проложена автодорога «Амур», связавшая его с областным, а позже краевым центром, и с дальневосточными регионами.

## Население
| 2002    | 2007    | 2009    | 2010    | 2011    | 2012    | 2013    | 2014    | 2015    |
| ------- | ------- | ------- | ------- | ------- | ------- | ------- | ------- | ------- |
| 38 146  | ↘36 400 | ↘36 140 | ↘35 019 | ↘34 913 | ↘34 588 | ↘34 432 | ↘34 067 | ↘33 695 |
| 2016    | 2017    | 2018    | 2019    | 2020    | 2021    |         |         |         |
| ↘33 340 | ↘32 899 | ↘32 538 | ↘32 184 | ↘31 899 | ↘30 066 |         |         |         |

### Урбанизация
В городских условиях (пгт Аксёново-Зиловское, Букачача, Жирекен и Чернышевск) проживают 70,52 % населения района.

## Муниципально-территориальное устройство
В муниципальный район входят 18 муниципальных образований, в том числе 4 городских поселения и 14 сельских поселений:
| №        | Муниципальное образование | Административный центр   | Количество населённых пунктов | Население (чел.) | Площадь (км²) |
| -------- | ------------------------- | ------------------------ | ----------------------------- | ---------------- | ------------- |
| 1e-06    | Городские поселения       |                          |                               |                  |               |
| 1        | Аксёново-Зиловское        | пгт Аксёново-Зиловское   | 3                             | ↘2785            | 59,56         |
| 2        | Букачачинское             | пгт Букачача             | 4                             | ↘1410            | 60,02         |
| 3        | Жирекенское               | пгт Жирекен              | 3                             | ↘3451            | 64,77         |
| 4        | Чернышевское              | пгт Чернышевск           | 1                             | ↗13 670          | 68,55         |
| 4.000002 | Сельские поселения        |                          |                               |                  |               |
| 5        | Алеурское                 | село Алеур               | 5                             | ↘975             | 19,97         |
| 6        | Байгульское               | село Байгул              | 2                             | ↘824             | 241,41        |
| 7        | Бушулейское               | село Бушулей             | 1                             | ↘243             | 10,73         |
| 8        | Гаурское                  | село Гаур                | 1                             | ↘428             | 8,12          |
| 9        | Икшицкое                  | село Икшица              | 2                             | ↘221             | 13,02         |
| 10       | Комсомольское             | село Комсомольское       | 3                             | ↘1475            | 47,46         |
| 11       | Курлыченское              | село Курлыч              | 1                             | ↘107             | 16,42         |
| 12       | Мильгидунское             | село Мильгидун           | 4                             | ↘636             | 12,86         |
| 13       | Новоильинское             | село Новоильинск         | 1                             | ↘216             | 12,49         |
| 14       | Новооловское              | село Новый Олов          | 2                             | ↘392             | 14,85         |
| 15       | Старооловское             | село Старый Олов         | 1                             | ↘582             | 23,10         |
| 16       | Укурейское                | село Укурей              | 4                             | ↘541             | 30,39         |
| 17       | Урюмское                  | посёлок при станции Урюм | 2                             | ↘693             | 25,86         |
| 18       | Утанское                  | село Утан                | 1                             | ↘1417            | 16,09         |

## Населённые пункты
В Чернышевском районе 41 населённый пункт, в том числе 4 городских (4 посёлка городского типа) и 37 сельских (из них: 1 посёлок (сельского типа), 8 посёлков при станции и 28 сёл):
| №  | Населённый пункт   | Тип                 | Население      | Муниципальное образование |
| -- | ------------------ | ------------------- | -------------- | ------------------------- |
| 1  | Аксёново-Зиловское | пгт                 | ↘2746 (2021)   | Аксёново-Зиловское        |
| 2  | Алеур              | посёлок при станции | ↗39 (2021)     | Алеурское                 |
| 3  | Алеур              | село                | ↘945 (2021)    | Алеурское                 |
| 4  | Алеур 1-й          | село                | 15 (2021)      | Алеурское                 |
| 5  | Алеур 2-й          | село                | 2 (2021)       | Алеурское                 |
| 6  | Ареда              | посёлок при станции | ↘331 (2021)    | Комсомольское             |
| 7  | Арчикой            | посёлок при станции | ↗48 (2021)     | Аксёново-Зиловское        |
| 8  | Багульный          | посёлок             | ↘418 (2021)    | Комсомольское             |
| 9  | Байгул             | село                | ↘855 (2021)    | Байгульское               |
| 10 | Бородинск          | село                | ↘44 (2021)     | Букачачинское             |
| 11 | Букачача           | пгт                 | ↘1348 (2021)   | Букачачинское             |
| 12 | Бухта              | село                | ↘27 (2021)     | Букачачинское             |
| 13 | Бушулей            | село                | ↘243 (2021)    | Бушулейское               |
| 14 | Гаур               | село                | ↘428 (2021)    | Гаурское                  |
| 15 | Жирекен            | пгт                 | ↘3439 (2021)   | Жирекенское               |
| 16 | Зудыра             | посёлок при станции | →32 (2021)     | Аксёново-Зиловское        |
| 17 | Икшица             | село                | ↘234 (2021)    | Икшицкое                  |
| 18 | Кадая              | село                | ↘184 (2021)    | Новооловское              |
| 19 | Ковекта            | посёлок при станции | →30 (2021)     | Жирекенское               |
| 20 | Комсомольское      | село                | ↘855 (2021)    | Комсомольское             |
| 21 | Кумаканда          | село                | ↘61 (2021)     | Мильгидунское             |
| 22 | Курлыч             | село                | ↘107 (2021)    | Курлыченское              |
| 23 | Мильгидун          | село                | ↘679 (2021)    | Мильгидунское             |
| 24 | Налгекан           | посёлок при станции | ↗32 (2021)     | Мильгидунское             |
| 25 | Нижний Мильгидун   | село                | 0 (2021)       | Мильгидунское             |
| 26 | Новоильинск        | село                | ↘216 (2021)    | Новоильинское             |
| 27 | Новый Олов         | село                | ↘281 (2021)    | Новооловское              |
| 28 | Озёрная            | село                | ↘19 (2021)     | Жирекенское               |
| 29 | Посельское         | село                | →0 (2021)      | Икшицкое                  |
| 30 | Станция-Укурей     | село                | 2 (2021)       | Укурейское                |
| 31 | Старый Олов        | село                | ↘582 (2021)    | Старооловское             |
| 32 | Сухой Байгул       | село                | 0 (2021)       | Байгульское               |
| 33 | Укурей             | село                | ↘557 (2021)    | Укурейское                |
| 34 | Улей               | село                | ↘36 (2021)     | Алеурское                 |
| 35 | Ульякан            | посёлок при станции | ↘262 (2021)    | Урюмское                  |
| 36 | Урюм               | посёлок при станции | ↘513 (2021)    | Урюмское                  |
| 37 | Усть-Горбица       | село                | ↘2 (2021)      | Букачачинское             |
| 38 | Утан               | село                | ↘1417 (2021)   | Утанское                  |
| 39 | Чернышевск         | пгт                 | ↗13 670 (2021) | Чернышевское              |
| 40 | Шивия-Наделяево    | село                | ↘79 (2021)     | Укурейское                |
| 41 | Щебёночный Завод   | село                | ↗19 (2021)     | Укурейское                |

4 апреля 2001 года был упразднен блок-пост Шивия.
Законом Забайкальского края от 25 декабря 2013 года на территории района было принято решение образовать новые населённые пункты (сёла): Алеур 1-й и Алеур 2-й (путём выделения из села Алеур), Нижний Мильгидун (путём выделения из села Мильгидун), Станция-Укурей (путём выделения из села Укурей). Законом Забайкальского края от 5 мая 2014 года было также решено образовать новое село Сухой Байгул (путём выделения из села Байгул). На федеральном уровне им были присвоены соответствующие наименования Распоряжением Правительства Российской Федерации от 1 марта 2016 года N 350-р.

## Образование и культура
В районном центре имеется 3 школы. Так же школы есть в каждом сельском поселении и посёлках городского типа. В Чернышевске находится Дом детского творчества. Чернышевский районный краеведческий музей был открыт 17 сентября 2010 года. Его основатель — Юрий Орлов, преподаватель истории местной школы.
В 1927—1940 годах в сёлах открывались избы-читальни. Во многих из них имелись зрительные залы и сцены. Чернышевский отдел культуры появился в 1935 году. В 1936 году начинает работать районный Дом культуры.
В начале 1950-х годов по району насчитывалось 8 сельских клубов, 16 изб-читален, 3 сельских библиотеки, районная библиотека и районный Дом культуры. Работало 15 передвижных библиотек, обслуживавших животноводческие фермы и полевые станы.
К концу 1965 года открываются дополнительно 16 библиотек. Открываются Дом культуры в Букачаче, сельские клубы во многих сёлах, клуб железнодорожников в Чернышевске, начинает работать автоклуб.
В 1995 году произошла передача учреждений культуры в муниципальную собственность. В 1999 году районный организационно-методический центр отдела культуры реорганизован в районный Центр досуга. С 1 января 2007 года муниципальные учреждения культуры района имеют статус юридического лица.

## Здравоохранение
Первый фельдшерско-акушерский пункт был открыт в 1907 году в селе Мильгидун. Больница в селе Алеур открылась в 1928 году. Она располагалась в обычном деревенском бревенчатом доме. Здесь находился стационар на 10 коек, родильная палата, медпункт. В 1932 году была открыта Букачачинская поселковая больница на 25 коек. В 1939 году стационар из с.Алеур перенесли в посёлок Чернышевск. В 1950 году здание Букачачинской больницы сгорело, и в 1963 году было начато строительство нового типового здания больницы и поликлиники.
В 1961 году Чернышевский стационар перевели в здание по улице Центральная. Коек здесь было 75, работало 16 врачей, среднего медперсонала − 37 человек. Радиус обслуживания составлял 80 км. В 1980 году было открыто детское отделение на 25 коек. Построено отдельное здание скорой помощи. Началось строительство типового здания поликлиники в Чернышевске на 365 посещений в смену.

## Достопримечательности
В 2010 году на территории района в пади Кулинда были найдены остатки хищного динозавра компсогната. В 2011 году к ним добавились и кости растительноядных пситтакозавров. Возраст находок — от 170 до 145 миллионов лет. На основании шести частично сохранившихся черепов и нескольких сот фрагментов скелета, был описан новый вид оперённых птицетазовых динозавров, названный кулиндадромеус забайкальский, живший 160 млн лет назад. Причём впервые в мире найдены останки чешуйчатых и оперённых динозавров, расположенных вместе. Планируется, что местонахождение Кулинда получит статус геологического памятника природы.
В 2016 году изображение кулиндадромеуса было помещено на герб и флаг района.